# Romanówka (powiat sokólski)
Romanówka – wieś w Polsce położona w województwie podlaskim, w powiecie sokólskim, w gminie Sidra.
W latach 1975–1998 miejscowość należała administracyjnie do województwa białostockiego.
W roku 2009 we wsi został wylany asfalt.
Wierni kościoła rzymskokatolickiego należą do parafii Matki Bożej Częstochowskiej i św. Kazimierza w Majewie.